# Batoo Tshering
El tinent general (Goongloen Gongma) Batoo Tshering, DYG, DW, DT, DK, és l'actual Cap d'Operacions del Reial Exèrcit de Bhutan (COO). Va succeir al cap sortint, el tinent general Lam Dorji l'1 de novembre de 2005.

## Carrera militar
Tshering es va formar a l'Acadèmia Militar de l'Índia i va ser assignat al Reial Exèrcit de Bhutan al novembre de 1971. A continuació, va ser adscrit a l'Exèrcit de l'Índia i va ser assignat al Curs de Comando de Joves oficials, Curs d'Oficials d'Intel·ligència, Curs de Comandament Superior en diverses escoles d'instrucció a l'Índia. També és graduat de l'Escola de Personal de Serveis de Defensa, a Wellington, Tamil Nadu.
Batoo Tshering va exercir diversos càrrecs importants de personal i de comandament. La seva primera delegació de personal va ser a la Seu de l'Exèrcit (AHQ) com a Oficial d'Operacions i Capacitació el 1976. Va comandar l'Ala 4 i l'Ala 7 en successió. Va ser Comandant del Centre d'Entrenament Militar a 1988, director adjunt d'Operacions (G) el 1991 i Comandant del Centre de Comandament a Dewathang el 1997 fins a la finalització de l'Operació All Clear en 2003. Va assumir el càrrec de director adjunt d'Operacions amb efecte a partir del 21 de febrer de 2005 i va ser nomenat Cap d'Operacions per Sa Majestat el rei Jigme Singye Wangchuck l'1 de novembre de 2005. A més de les seves responsabilitats com a Director d'Operacions, també és el president de la Junta de Directors del Projecte de Benestar de l'Exèrcit.
Mentre estava de servei, Tshering va sobreviure una emboscada d'insurgents armats prop de Nganglam el 31 d'octubre de 1998, durant la qual el seu cotxe va ser cosit a trets amb trets i va resultar ferit.

## Condecoracions
Pel seu dedicat i distingit servei al Tsa-Wa-Sum (Rei, País i Poble), va rebre les medalles d'Druk Yugyel (DYG), Drakpoi Wangyel (DW), Drakpoi Thugsey (DT) i Drakpoi Khorlo, lliurades pel rei Jigme Singye Wangchuck. També se li va concedir la medalla d'Drakpoi Rinchen Tsugtor (DRT) pel rei Jigme Khesar Namgyal Wangchuck el 21 de febrer de 2013.

## Família
Tshering està casat amb Aum Pema Choden, graduada en el Col·legi d'Educació de Paro i tenen dues filles, Dechen Yangden i Rinchen Pelden, tots dos emprades amb el Reial Govern de Buthan.